# جولييت كامبل (دبلوماسية)
جولييت كامبل (بالإنجليزية: Juliet Campbell)‏ هي دبلوماسية بريطانية، ولدت في 23 مايو 1935.